# Flemming Christensen (Fußballspieler)
Flemming Christensen (* 10. April 1958 in Kopenhagen) ist ein ehemaliger dänischer Fußballspieler und -trainer.

## Spielerkarriere

### Verein
Christensen spielte in seiner Heimat für den Akademisk Boldklub und dreimal für Lyngby BK. Mit Lyngby wurde er 1983 und 1992 dänischer Meister und gewann dreimal den dänischen Pokal. Zwischen den Engagements bei Lyngby spielte er in den 1980er Jahren eine Saison in Frankreich für AS Saint-Étienne und zwei Spielzeiten beim FC Aarau in der Schweiz. Nach seiner letzten Saison bei Lyngby ließ er seine aktive Laufbahn 1993 bei seinem Heimatverein Akademisk Boldklub ausklingen.

### Nationalmannschaft
Zwischen 1982 und 1989 bestritt Christensen elf Länderspiele für die dänische Nationalmannschaft, in denen er zwei Tore erzielte. Er stand im dänischen WM-Kader bei der Fußball-Weltmeisterschaft 1986 in Mexiko, wurde jedoch während des Turniers nicht eingesetzt. 

## Trainerkarriere
Nach seiner Spielerkarriere arbeitete er ab 2000 als Trainer in Dänemark, auf den Färöer-Inseln und in Norwegen, unter anderem beim Akademisk Boldklub, bei dem er seine Spielerkarriere begonnen hatte.

## Erfolge
- Dänischer Meister: 1983 und 1992
- Dänischer Pokalsieger: 1985, 1985 und 1990
- Torschützenkönig der dänischen 1. Division: 1989